# كولن هارينجتون
كولن هارينجتون (بالإنجليزية: Colin Harrington)‏ (3 أبريل 1943 في المملكة المتحدة - ) هو لاعب كرة قدم بريطاني في مركز الوسط. لعب مع أكسفورد يونايتد ووولفرهامبتون واندررز ونادي كيترينغ تاون ونادي مانسفيلد تاون.